# Up in the Air (2009)
Up in the Air (bra: Amor Sem Escalas; prt: Nas Nuvens) é um filme estadunidense de 2009, dos gêneros comédia e drama, dirigido por Jason Reitman e co-escrito por Reitman e Sheldon Turner. É uma adaptação cinematográfica do romance homônimo lançado em 2001 por Walter Kirn. A história é sobre um homem contratado por companhias para demitir funcionários e suas viagens aéreas a trabalho. O filme acompanha sua vida isolada e filosofias e as pessoas que conhece ao longo do caminho.

## Elenco
- George Clooney .... Ryan Bingham
- Vera Farmiga .... Alex Goran
- Anna Kendrick .... Natalie Keener
- Jason Bateman .... Craig Gregory
- Amy Morton .... Kara Bingham
- Melanie Lynskey .... Julie Bingham
- Danny McBride .... Jim Miller
- Zach Galifianakis .... Steve
- J. K. Simmons .... Bob
- Sam Elliott .... Maynard Finch
- Tamala Jones .... Karen Barnes

## Recepção
No consenso do agregador de críticas Rotten Tomatoes diz: "Liderado por performances carismáticas dos seus atores principais, o diretor Jason Reitman proporciona uma mistura inteligente de humor e emoção, com transgressão suficiente para ainda agradar o público mainstream." Na pontuação onde a equipe do site categoriza as opiniões da grande mídia e da mídia independente apenas como positivas ou negativas, o filme tem um índice de aprovação de 90% calculado com base em 288 comentários dos críticos. Por comparação, com as mesmas opiniões sendo calculadas usando uma média aritmética ponderada, a nota alcançada é 8,1/10.